# Haploskupina K (Y-DNA)
Haploskupina K je haploskupina chromozómu Y lidské DNA, která je charakterizována genetickým markerem M9.
Haploskupina K vznikla zhruba před 40 000 lety na území dnešního Íránu nebo v jižní části Střední Asie. Je předkem téměř všech obyvatel severní polokoule, tedy Evropanů, Asiatů a původních obyvatel amerického kontinentu. Dále k ní patří obyvatelé Melanésie, což dokládá dávné vazby mezi obyvateli Eurasie a Oceánie.
Tato haploskupina se vyčlenila z haploskupiny F (M89). Mezi hlavní podskupiny patří haploskupina K2 (M70), L (M20), M (M4), NO (M214) (včetně podskupin N a O) a P (M45) (včetně podskupin Q a R). Haploskupiny K1, K3, K4, K5, K6 a K7 se vyskytují velmi zřídka mezi obyvateli Eurasie, Oceánie a Severní Afriky.
Haploskupina K2 (M70) se vyskytuje řídce na území Afriky, jihozápadní Asie, jižní Asie a jižní Evropy, ojediněle pak v celé Evropě. Mezi nositele této haploskupiny patřil Thomas Jefferson. Haploskupina K2 byla zjištěna též u Iráčanů a Somálců. Později se nositelé mutace M70 přesunuli jižněji do Afriky. Zde se haploskupina K2 vyskytuje především v Egyptě, Ománu, Tanzanii, Etiopii a Maroku.

## Podskupiny
- K (M9) Obyvatelé severní a východní Eurasie, Melanésie a Indiáni, řídce přítomná v Jihozápadní Asii, Severní Africe a Oceánii
  - K*
  - K1 (M353, M387) Ojediněle nalezena na Šalomounových ostrovech a Fidži
    - K1*
    - K1a (SRY9138 (M177))

  - K2 (M70, M184, M193, M272) Nalezena u arabských menšin, v Etiopii, Somálsku a mezi Fulby; ojediněle pak v Jihozápadní Asii, Severní Africe, Jižní Evropě a v některých oblastech Indie
    - K2*
    - K2a (M320)

  - K3 (M147)
  - K4 (P60)
  - K5 (M230) Horské oblasti Nové Guineje; ojediněle se vyskytuje v Indonésii a Melanésii
    - K5*
    - K5a (M254)
      - K5a*
      - K5a1 (M226)

  - K6 (P79) Melanésie
  - K7 (P117) Melanésie
  - L (M11, M20, M22, M61, M185, M295)
  - M (M4, M5, M106, M186, M189, P35)
  - NO (M214)
  - P (92R7, M45, M74, (N12), P27)

| Haploskupiny chromozómu Y lidské DNA (Y-DNA) |                                  |   |   |   |    |    |    |    |    |   |   |    |    |   |   |   |    |    |   |   |   |  |
|                                              | Poslední společný předek (Y-DNA) |   |   |   |    |    |    |    |    |   |   |    |    |   |   |   |    |    |   |   |   |  |
| \|                                           |                                  |   |   |   |    |    |    |    |    |   |   |    |    |   |   |   |    |    |   |   |   |  |
|                                              | A                                | A | A | A | BR |    |    |    |    |   |   |    |    |   |   |   |    |    |   |   |   |  |
|                                              |                                  |   | B | B | B  | CR | CR | CR | CR |   |   |    |    |   |   |   |    |    |   |   |   |  |
|                                              |                                  |   |   |   | C  | DE | DE | F  | F  | F | F | F  | F  |   |   |   |    |    |   |   |   |  |
|                                              |                                  |   |   |   |    | D  | E  |    |    | G | H | IJ | IJ | K | K | K | K  |    |   |   |   |  |
|                                              |                                  |   |   |   |    |    |    |    |    |   |   | I  | J  |   | L | M | NO | NO | P | P |   |  |
|                                              |                                  |   |   |   |    |    |    |    |    |   |   |    |    |   |   |   | N  | O  |   | Q | R |  |
|                                              |                                  |   |   |   |    |    |    |    |    |   |   |    |    |   |   |   |    |    |   |   |   |  |